# Mabuya stanjorgeri
Mabuya stanjorgeri är en ödleart som beskrevs av  Gray 1845. Mabuya stanjorgeri ingår i släktet Mabuya och familjen skinkar. Inga underarter finns listade i Catalogue of Life.